# El Progreso, Honduras
El Progreso är en ort i Honduras.   Den ligger i departementet Departamento de Yoro, i den västra delen av landet, 160 km norr om huvudstaden Tegucigalpa. El Progreso ligger 48 meter över havet och antalet invånare är 100 810.
Terrängen runt El Progreso är varierad. Runt El Progreso är det ganska glesbefolkat, med 42 invånare per kvadratkilometer. El Progreso är det största samhället i trakten. 